# Нелинейное управление
Нелинейное управление — подраздел теории управления, изучающий процессы управления в нелинейных системах. Поведение нелинейных систем не может быть описано линейными функциями состояния или линейными дифференциальными уравнениями.
Для линейных систем разработан мощный и удобный математический аппарат, позволяющий проводить их анализ и синтез, однако, все эти методы неприменимы или ограниченно применимы для нелинейных систем. Динамика нелинейных систем описывается нелинейными дифференциальными или разностными уравнениями. В ряде случаев (при малых изменениях переменных) анализ нелинейных систем можно свести к анализу линеаризованной нелинейной системы без потери особенностей поведения.

## Свойства нелинейных систем
- Для нелинейных систем не применим принцип суперпозиции.
- Могут иметь изолированные точки равновесия.
- У них могут присутствовать особые свойства, такие как бифуркация или хаотическое поведение.
- При возмущении нелинейной системы синусоидальным сигналом отклик её, в общем случае, будет сигналом с широким спектром, содержащий множество гармоник с различной амплитудой и фазовым сдвигом (отклик линейных систем содержит одну синусоиду той же частоты, что и входная).

## Анализ и управление нелинейными системами
Существует несколько пригодных методов анализа нелинейных систем:
- Гармонический анализ
- Метод фазовой плоскости
- Анализ по Ляпунову
- Метод сингулярных возмущений
- Круговой критерий
- Критерий Попова
- Линеаризация дифференциальных уравнений в окрестности особой точки

Методы синтеза нелинейных систем управления включают:
- Адаптивное управление
- Линеаризация обратной связью
- Метод локализации

и другие.